# Paolisi
Paolisi – miejscowość i gmina we Włoszech, w regionie Kampania, w prowincji Benewent.
Według danych na I 2009 gminę zamieszkiwały 2004 osoby przy gęstości zaludnienia 328,5 os./1 km².